# 9764 Morgenstern
9764 Morgenstern este un asteroid din centura principală de asteroizi.

## Descriere
9764 Morgenstern este un asteroid din centura principală de asteroizi. A fost descoperit pe 30 octombrie 1991 la Tautenburg de Freimut Börngen. El prezintă o orbită caracterizată de o semiaxă mare de 2,32 ua, o excentricitate de 0,19 și o înclinație de 7,2° în raport cu ecliptica.